# Tore (seriál)
Tore je švédský televizní seriál z roku 2023, který měl premiéru na streamovací službě Netflix 27. října 2023. Seriál vytvořil William Spetz, který také hraje v hlavní roli. Byla natočena 1 sezóna o šesti epizodách, které režírovala norská režisérka Erika Calmeyer.

## Děj
Toremu je 27 let. Stále bydlí u svého otce Bossem a pracuje s ním v pohřebním ústavu. Když Bosse náhle zemře po srážce s popelářským autem, Tore se ze všech sil snaží potlačit svůj smutek. Pokračuje v pohřebním ústavu jako by se nic nestalo. Začne mimo jiné flirtovat s novým zaměstnancem květinářství. V noci navštěvuje gay podnik, kde přichází do styku s alkoholem, sexem a drogami. Objevuje nový, ale riskantní svět. Jeho život začne znepokojovat jeho nejlepšího kamarádku Linnu i kolegy v pohřebním ústavu, protože se bojí, že Tore svým pokusy uniknout realitě ztrácí půdu pod nohama.

## Obsazení
| William Spetz      | Tore       |
| Hannes Fohlin      | Erik       |
| Peter Haber        | Bosse      |
| Sanna Sundqvist    | Linn       |
| Carlos Romero Cruz | Shady Meat |
| Per Svensson       | Per        |
| Victor Iván        | Viggo      |
| Karin Bertling     | Heidi      |
| Lotta Tejle        | Ulla       |
| Doreen Ndagire     | Lo         |